# Castello di Ostroh (Ucraina)

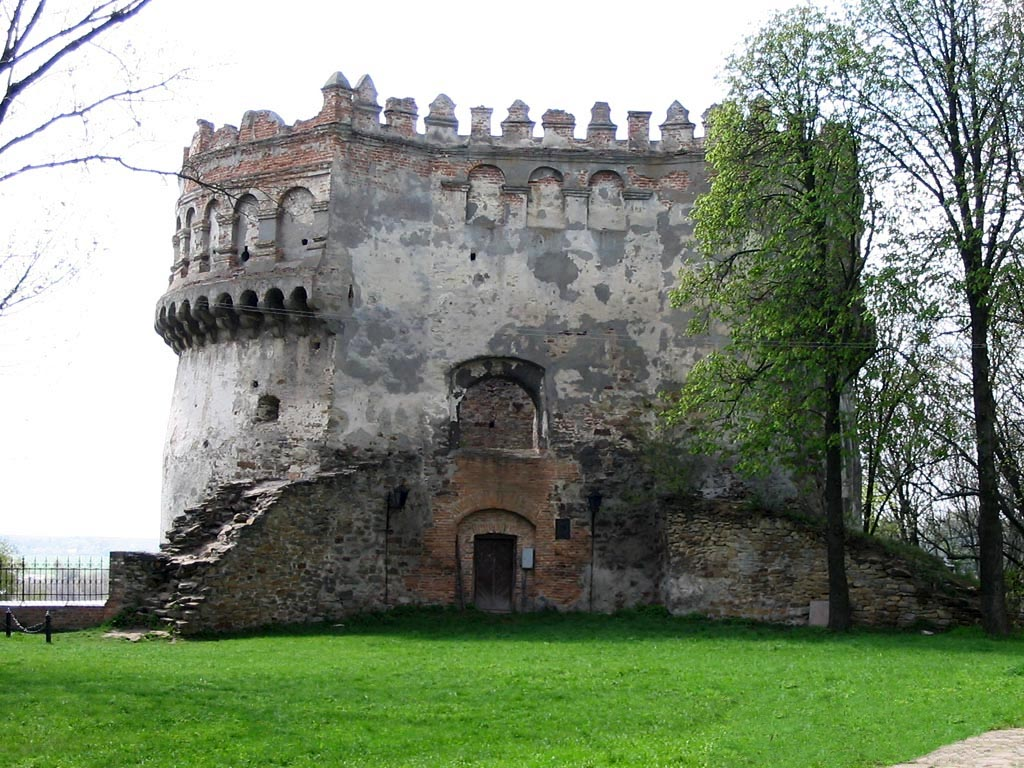

Il castello di Ostroh (anche Ostrog) sorge a Ostroh, in Ucraina. Costruito su una precedente fortezza russa, distrutta durante l'invasione dell'Orda d'Oro nel 1241, fu ricostruito nel XIV secolo. Il castello è inserito nella lista dei luoghi candidati per le sette meraviglie dell'Ucraina.